# Llista de lectures obligatòries de batxillerat a Catalunya
En aquesta llista es presenten les lectures obligatòries de batxillerat a Catalunya assignades pel Departament d'Educació del curs 2010-11 fins al 2022-2023. Pertanyen a les assignatures de Llengua catalana i Llengua castellana. S'hi indica també si van formar part del temari de les proves d'accés a la universitat de la promoció a qui se'ls van assignar.
A més de les que figuren en la taula, s'explicita la tasca del departament de llengües de cada centre escolar de triar una cinquena lectura obligatòria en el transcurs del batxillerat. En aquesta línia, a partir del curs 2023-2024, és cada centre que tria les lectures obligatòries de l'estudiantat.

## Llengua catalana
| Promoció  | Títol                        | Autoria                   | Publicació | Gènere   | PAU | Notes                              | Ref.   |
| --------- | ---------------------------- | ------------------------- | ---------- | -------- | --- | ---------------------------------- | ------ |
| 2010-2012 | Drames rurals                | Caterina Albert i Paradís | 1902       | Novel·la | -   |                                    | [ 3 ]  |
| 2010-2012 | Laura a la ciutat dels sants | Miquel Llor i Forcada     | 1931       | Novel·la | -   |                                    | [ 3 ]  |
| 2010-2012 | Tirant lo Blanc              | Joanot Martorell          | 1490       | Novel·la | -   | Selecció d'episodis.               | [ 3 ]  |
| 2010-2012 | Antologia de poesia catalana | Diversos autors           | 2018       | Poesia   | -   | Coordinat per Joan Oriol i Giralt. | [ 3 ]  |
| 2011-2013 | Drames rurals                | Caterina Albert i Paradís | 1902       | Novel·la | -   |                                    | [ 4 ]  |
| 2011-2013 | Laura a la ciutat dels sants | Miquel Llor i Forcada     | 1931       | Novel·la | -   |                                    | [ 4 ]  |
| 2011-2013 | Tirant lo Blanc              | Joanot Martorell          | 1490       | Novel·la | -   | Selecció d'episodis.               | [ 4 ]  |
| 2011-2013 | Antologia de poesia catalana | Diversos autors           | 2018       | Poesia   | -   | Coordinat per Joan Oriol i Giralt. | [ 4 ]  |
| 2012-2014 | El Cafè de la Marina         | Josep Maria de Segarra    | 1933       | Teatre   | Sí  |                                    | [ 5 ]  |
| 2012-2014 | El Cafè de la Granota        | Jesús Moncada             | 1985       | Relat    | Sí  |                                    | [ 5 ]  |
| 2012-2014 | Tirant lo Blanc              | Joanot Martorell          | 1490       | Novel·la | No  | Selecció d'episodis.               | [ 6 ]  |
| 2012-2014 | Antologia de poesia catalana | Diversos autors           | 2018       | Poesia   | No  | Coordinat per Joan Oriol i Giralt. | [ 6 ]  |
| 2013-2015 | El Cafè de la Marina         | Josep Maria de Segarra    | 1933       | Teatre   | Sí  |                                    | [ 7 ]  |
| 2013-2015 | El Cafè de la Granota        | Jesús Moncada             | 1985       | Relat    | Sí  |                                    | [ 7 ]  |
| 2013-2015 | Tirant lo Blanc              | Joanot Martorell          | 1490       | Novel·la | No  | Selecció d'episodis.               | [ 7 ]  |
| 2013-2015 | Antologia de poesia catalana | Diversos autors           | 2018       | Poesia   | No  | Coordinat per Joan Oriol i Giralt. | [ 7 ]  |
| 2014-2016 | Bearn o La sala de les nines | Llorenç Villalonga        | 1956       | Novel·la | Sí  |                                    | [ 8 ]  |
| 2014-2016 | El Cafè de la Granota        | Jesús Moncada             | 1985       | Relat    | Sí  |                                    | [ 8 ]  |
| 2014-2016 | Tirant lo Blanc              | Joanot Martorell          | 1490       | Novel·la | No  | Selecció d'episodis.               | [ 9 ]  |
| 2014-2016 | Antologia de poesia catalana | Diversos autors           | 2018       | Poesia   | No  | Coordinat per Joan Oriol i Giralt. | [ 9 ]  |
| 2015-2017 | La plaça del Diamant         | Mercè Rodoreda            | 1962       | Novel·la | Sí  |                                    | [ 10 ] |
| 2015-2017 | Bearn o La sala de les nines | Llorenç Villalonga        | 1956       | Novel·la | Sí  |                                    | [ 10 ] |
| 2015-2017 | Tirant lo Blanc              | Joanot Martorell          | 1490       | Novel·la | No  | Selecció d'episodis.               | [ 11 ] |
| 2015-2017 | Antologia de poesia catalana | Diversos autors           | 2018       | Poesia   | No  | Coordinat per Joan Oriol i Giralt. | [ 11 ] |
| 2016-2018 | Terra baixa                  | Àngel Guimerà             | 1896       | Teatre   | Sí  |                                    | [ 12 ] |
| 2016-2018 | La plaça del Diamant         | Mercè Rodoreda            | 1962       | Novel·la | Sí  |                                    | [ 12 ] |
| 2016-2018 | Tirant lo Blanc              | Joanot Martorell          | 1490       | Novel·la | No  | Selecció d'episodis.               | [ 13 ] |
| 2016-2018 | Antologia de poesia catalana | Diversos autors           | 2018       | Poesia   | No  | Coordinat per Joan Oriol i Giralt. | [ 13 ] |
| 2017-2019 | Terra baixa                  | Àngel Guimerà             | 1896       | Teatre   | Sí  |                                    | [ 14 ] |
| 2017-2019 | Mirall trencat               | Mercè Rodoreda            | 1974       | Novel·la | Sí  |                                    | [ 14 ] |
| 2017-2019 | Tirant lo Blanc              | Joanot Martorell          | 1490       | Novel·la | No  | Selecció d'episodis.               | [ 15 ] |
| 2017-2019 | Antologia de poesia catalana | Diversos autors           | 2018       | Poesia   | No  | Coordinat per Joan Oriol i Giralt. | [ 15 ] |
| 2018-2020 | Terra baixa                  | Àngel Guimerà             | 1896       | Teatre   | Sí  |                                    | [ 16 ] |
| 2018-2020 | Mirall trencat               | Mercè Rodoreda            | 1974       | Novel·la | Sí  |                                    | [ 16 ] |
| 2018-2020 | Tirant lo Blanc              | Joanot Martorell          | 1490       | Novel·la | No  | Selecció d'episodis.               | [ 1 ]  |
| 2018-2020 | Antologia de poesia catalana | Diversos autors           | 2018       | Poesia   | No  | Coordinat per Joan Oriol i Giralt. | [ 1 ]  |
| 2019-2021 | Terra baixa                  | Àngel Guimerà             | 1896       | Teatre   | Sí  |                                    | [ 17 ] |
| 2019-2021 | Mirall trencat               | Mercè Rodoreda            | 1974       | Novel·la | Sí  |                                    | [ 17 ] |
| 2019-2021 | Tirant lo Blanc              | Joanot Martorell          | 1490       | Novel·la | No  | Selecció d'episodis.               | [ 18 ] |
| 2019-2021 | Antologia de poesia catalana | Diversos autors           | 2018       | Poesia   | No  | Coordinat per Joan Oriol i Giralt. | [ 18 ] |
| 2020-2022 | Aigües encantades            | Joan Puig i Ferreter      | 1907       | Teatre   | Sí  |                                    | [ 19 ] |
| 2020-2022 | La plaça del Diamant         | Mercè Rodoreda            | 1962       | Novel·la | Sí  |                                    | [ 19 ] |
| 2020-2022 | Tirant lo Blanc              | Joanot Martorell          | 1490       | Novel·la | No  | Selecció d'episodis.               | [ 18 ] |
| 2020-2022 | Antologia de poesia catalana | Diversos autors           | 2018       | Poesia   | No  | Coordinat per Joan Oriol i Giralt. | [ 18 ] |
| 2021-2023 | Aigües encantades            | Joan Puig i Ferreter      | 1907       | Teatre   | Sí  |                                    | [ 19 ] |
| 2021-2023 | La plaça del Diamant         | Mercè Rodoreda            | 1962       | Novel·la | Sí  |                                    | [ 19 ] |
| 2021-2023 | Tirant lo Blanc              | Joanot Martorell          | 1490       | Novel·la | No  | Selecció d'episodis.               | [ 18 ] |
| 2021-2023 | Antologia de poesia catalana | Diversos autors           | 2018       | Poesia   | No  | Coordinat per Joan Oriol i Giralt. | [ 18 ] |

## Llengua castellana
| Promoció  | Títol                                    | Autoria                | Any  | Gènere   | PAU | Notes                                 | Ref.   |
| --------- | ---------------------------------------- | ---------------------- | ---- | -------- | --- | ------------------------------------- | ------ |
| 2011-2013 | El árbol de la ciencia                   | Pío Baroja y Nessi     | 1911 | Novel·la | -   |                                       | [ 3 ]  |
| 2011-2013 | Tres sombreros de copa                   | Miguel Mihura Santos   | 1947 | Novel·la | -   |                                       | [ 3 ]  |
| 2011-2013 | Antología de poesía española             | Diversos autors        | 2010 | Poesia   | -   |                                       | [ 3 ]  |
| 2011-2013 | Nada                                     | Carmen Laforet         | 1945 | Novel·la | -   |                                       | [ 3 ]  |
| 2011-2013 | El árbol de la ciencia                   | Pío Baroja y Nessi     | 1911 | Novel·la | -   |                                       | [ 4 ]  |
| 2011-2013 | Tres sombreros de copa                   | Miguel Mihura Santos   | 1947 | Novel·la | -   |                                       | [ 4 ]  |
| 2011-2013 | Antología de poesía española             | Diversos autors        | 2010 | Poesia   | -   |                                       | [ 4 ]  |
| 2011-2013 | Nada                                     | Carmen Laforet         | 1945 | Novel·la | -   |                                       | [ 4 ]  |
| 2012-2014 | La Celestina                             | Fernando de Rojas      | 1499 | Teatre   | Sí  |                                       | [ 5 ]  |
| 2012-2014 | Tres sombreros de copa                   | Miguel Mihura          | 1947 | Teatre   | Sí  |                                       | [ 5 ]  |
| 2012-2014 | Antología de poesía española             | Diversos autors        | 2010 | Poesia   | No  |                                       | [ 6 ]  |
| 2012-2014 | Mi hermana Elba y los altillos de Brumal | Cristina Fernández     | 1980 | Novel·la | No  |                                       | [ 6 ]  |
| 2013-2015 | Antología de poesía española             | Diversos autors        | 2010 | Poesia   | Sí  |                                       | [ 7 ]  |
| 2013-2015 | Mi hermana Elba y los altillos de Brumal | Cristina Fernández     | 1980 | Novel·la | Sí  |                                       | [ 7 ]  |
| 2013-2015 | La Celestina                             | Fernando de Rojas      | 1499 | Teatre   | No  |                                       | [ 7 ]  |
| 2013-2015 | Tres sombreros de copa                   | Miguel Mihura          | 1947 | Teatre   | No  |                                       | [ 7 ]  |
| 2014-2016 | La Celestina                             | Fernando de Rojas      | 1499 | Teatre   | Sí  |                                       | [ 8 ]  |
| 2014-2016 | Tres sombreros de copa                   | Miguel Mihura          | 1947 | Teatre   | Sí  |                                       | [ 8 ]  |
| 2014-2016 | Últimas tardes con Teresa                | Juan Marsé             | 1966 | Novel·la | No  |                                       | [ 9 ]  |
| 2014-2016 | Segunda antología de poesía española     | Diversos autors        | 2015 | Poesia   | No  | Coordinat per Marcelino Jiménez León. | [ 9 ]  |
| 2015-2017 | Últimas tardes con Teresa                | Juan Marsé             | 1966 | Novel·la | Sí  |                                       | [ 20 ] |
| 2015-2017 | Segunda antología de poesía española     | Diversos autors        | 2015 | Poesia   | Sí  | Coordinat per Marcelino Jiménez León. | [ 20 ] |
| 2015-2017 | La casa de Bernarda Alba                 | Federico García Lorca  | 1945 | Teatre   | No  |                                       | [ 11 ] |
| 2015-2017 | Novelas ejemplares                       | Miguel de Cervantes    | 1613 | Novel·la | No  | Selecció de novel·les.                | [ 11 ] |
| 2016-2018 | La casa de Bernarda Alba                 | Federico García Lorca  | 1945 | Teatre   | Sí  |                                       | [ 21 ] |
| 2016-2018 | Novelas ejemplares                       | Miguel de Cervantes    | 1613 | Novel·la | Sí  | Selecció de novel·les.                | [ 21 ] |
| 2016-2018 | Los niños tontos                         | Ana María Matute       | 1956 | Relat    | No  |                                       | [ 13 ] |
| 2016-2018 | Segunda antología de poesía española     | Diversos autors        | 2015 | Poesia   | No  | Coordinat per Marcelino Jiménez León. | [ 13 ] |
| 2017-2019 | Los niños tontos                         | Ana María Matute       | 1956 | Relat    | Sí  |                                       | [ 22 ] |
| 2017-2019 | Segunda antología de poesía española     | Diversos autors        | 2015 | Poesia   | Sí  | Coordinat per Marcelino Jiménez León. | [ 22 ] |
| 2017-2019 | Luces de bohemia                         | Ramón del Valle-Inclán | 1920 | Teatre   | No  |                                       | [ 15 ] |
| 2017-2019 | Novelas ejemplares                       | Miguel de Cervantes    | 1613 | Novel·la | No  | Selecció de novel·les.                | [ 15 ] |
| 2018-2020 | Luces de bohemia                         | Ramón del Valle-Inclán | 1920 | Teatre   | Sí  |                                       | [ 16 ] |
| 2018-2020 | Lazarillo de Tormes                      | Anònim                 | 1554 | Novel·la | Sí  |                                       | [ 16 ] |
| 2018-2020 | Los niños tontos                         | Ana María Matute       | 1956 | Relat    | No  |                                       | [ 1 ]  |
| 2018-2020 | Segunda antología de poesía española     | Diversos autors        | 2015 | Poesia   | No  | Coordinat per Marcelino Jiménez León. | [ 1 ]  |
| 2019-2021 | Luces de bohemia                         | Ramón del Valle-Inclán | 1920 | Teatre   | Sí  |                                       | [ 23 ] |
| 2019-2021 | Nada                                     | Carmen Laforet         | 1945 | Novel·la | Sí  |                                       | [ 23 ] |
| 2019-2021 | Lazarillo de Tormes                      | Anònim                 | 1554 | Novel·la | No  |                                       | [ 18 ] |
| 2019-2021 | Segunda antología de poesía española     | Diversos autors        | 2015 | Poesia   | No  | Coordinat per Marcelino Jiménez León. | [ 18 ] |
| 2020-2022 | Nada                                     | Carmen Laforet         | 1945 | Novel·la | Sí  |                                       | [ 24 ] |
| 2020-2022 | La fundación                             | Antonio Buero Vallejo  | 1974 | Teatre   | Sí  |                                       | [ 24 ] |
| 2020-2022 | Lazarillo de Tormes                      | Anònim                 | 1554 | Novel·la | No  |                                       | [ 18 ] |
| 2020-2022 | Segunda antología de poesía española     | Diversos autors        | 2015 | Poesia   | No  | Coordinat per Marcelino Jiménez León. | [ 18 ] |
| 2021-2023 | Nada                                     | Carmen Laforet         | 1945 | Novel·la | Sí  |                                       | [ 24 ] |
| 2021-2023 | La fundación                             | Antonio Buero Vallejo  | 1974 | Teatre   | Sí  |                                       | [ 24 ] |
| 2021-2023 | Lazarillo de Tormes                      | Anònim                 | 1554 | Novel·la | No  |                                       | [ 18 ] |
| 2021-2023 | Segunda antología de poesía española     | Diversos autors        | 2015 | Poesia   | No  | Coordinat per Marcelino Jiménez León. | [ 18 ] |